# Speed tape

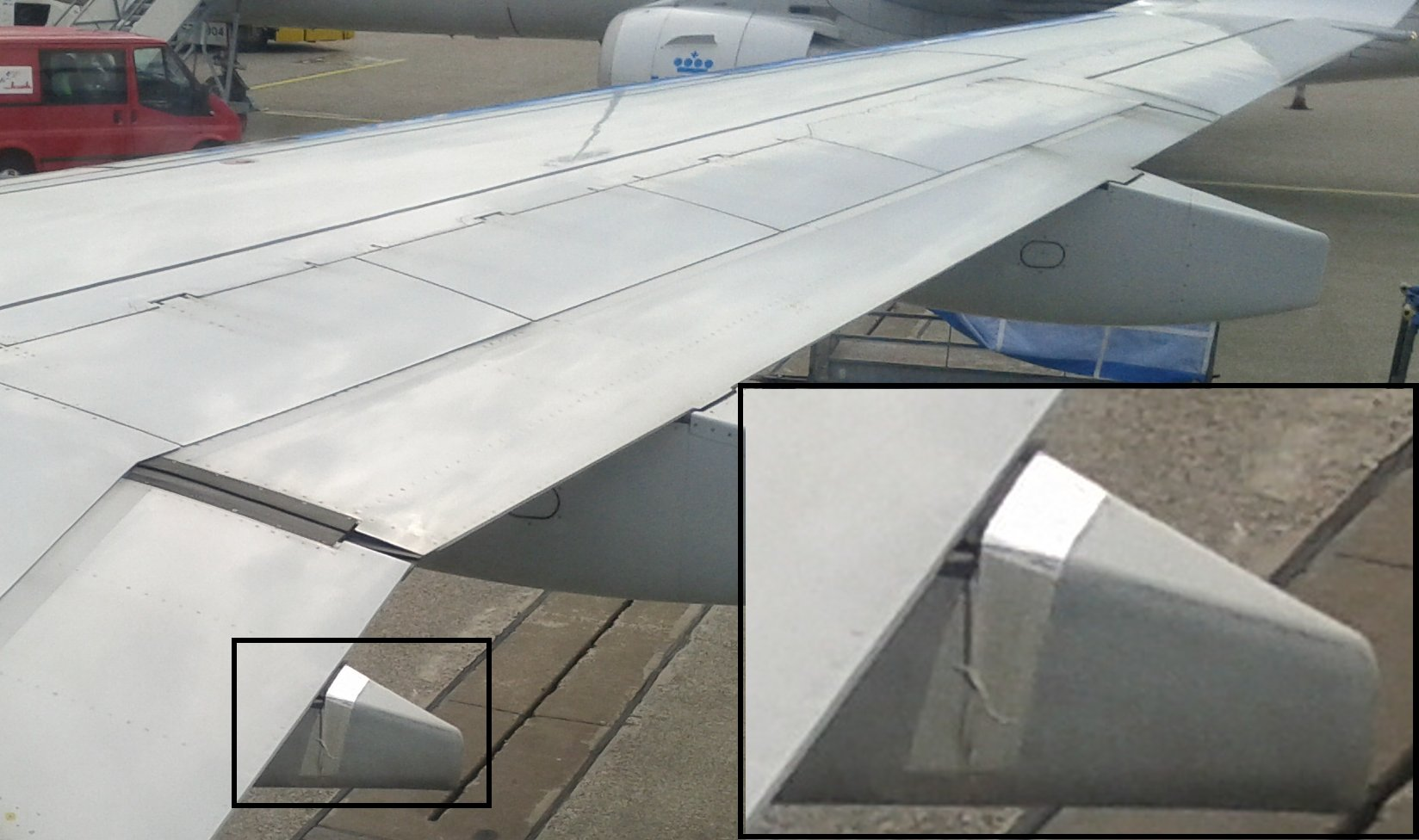
Speed tape użyta do naprawy pęknięcia

Speed tape – rodzaj taśmy klejącej wykonanej najczęściej z aluminium oraz warstwy mocnego kleju. Jest używana do tymczasowych napraw samolotów oraz samochodów wyścigowych. Wyglądem zbliżona do zwykłej taśmy klejącej, z którą jest często mylona.

## Właściwości
W zależności od zastosowanej warstwy kleju może być odporna na wodę, rozpuszczalniki, płomienie, ciepło i promieniowanie UV.

## Użycie
Naprawa powinna być wykonana przez autoryzowanych mechaników lotniczych i spełniać określone wymagania. Na linie lotnicze, które użytkują ją w niewłaściwy sposób może zostać nałożona kara.